# Giuseppe Bertello
Giuseppe Bertello (sinh 1942) là một Hồng y người Italia của Giáo hội Công giáo Rôma. Ông hiện nắm giữ nhiều vai trò quan trọng, chủ chốt trong Tòa Thánh: Chủ tịch Phủ Thống đốc Thành quốc Vatican, Chủ tịch Hội đồng Giáo hoàng về Tòa Thánh, thành viên Hội đồng Hồng y Tư vấn, một hội đồng trợ giúp Giáo hoàng cai quản Giáo hội Hoàn vũ và cải cách giáo triều.

## Tiểu sử
Hồng y Bertello sinh ngày 1 tháng 10 năm 1942 tại Foglizzo, Italy. Sau quá trình tu học, chủng sinh Bertello được thụ phong chức linh mục ngày 29 tháng 6 năm 1966, khi chưa đầy 24 tuổi, bởi Giám mục chủ sự Albino Mensa, Giám mục chính tòa Giáo phận Ivrea.
Ngày 17 tháng 10 năm 1987, Tòa Thánh công bố việc chọn linh mục Bertello làm Tổng giám mục Hiệu tòa Urbs Salvia, chức vị Sứ thần Tòa Thánh tại ba nước Togo, Ghana, Benin. Lễ tấn phong cho Tân Tổng giám mục được cử hành sau đó vào ngày 28 tháng 11, bới Chủ phong là Hồng y Agostino Casaroli, Thư Kí Tòa Thánh, Chủ tịch Phủ Giáo hoàng. Hai vị phụ phong là Albino Mensa, Tổng giám mục Tổng giáo phận Vercelli và Giám mục Luigi Bettazzi, Giám mục Giáo phận Ivrea. T6an giám mục chọn khẩu hiệu:Narrabo nomen tuum.
Ngày 12 tháng 1 năm 1991, ông được thuyên chuyển vào vị trí Sứ thần Tòa Thánh tại Rwanda. Tháng 3 năm 1995, ông trở thành quan sát viên thường trực Liên Hợp Quốc về các văn phòng liên quan ở Geneva, Thụy Sĩ và từ năm 1997, ông là quan sát viên thường trực đến Tổ chức Thương mại Thế giới (WTO). Ông giữ các chức vụ này đến ngày 27 tháng 12 năm 2000, khi được điều về làm Sứ thần Tòa Thánh tạo México trước khi về làm Sứ thần Tòa Thánh tại Italia theo quyết định ngày 11 tháng 1 năm 2007. Cùng với bổ nhiệm tại Ý, ông còn là Sứ thần Tòa Thánh San Marino.
Ngày 1 tháng 10 năm 2011, Giáo hoàng Biển Đức XVI chọn Tổng giám mục Bertello làm Chủ tịch Phủ Giáo hoàng và Chủ tịch Hội đồng Giáo hoàng về Tòa Thánh Vatican. Trong Công nghị Hồng y năm 2012, trong lần cử hành ngày 18 tháng 2, Giáo hoàng Biển Đức XVI đã vinh thăng cho ông tước vị Hồng y Nhà thờ Santi Vito, Modesto e Crescenzia. Ông đã đến nhận nhà thờ Hiệu tòa này sau đó vào ngày 17 tháng 6.
Ngày 13 tháng 4 năm 2013, Tân Giáo hoàng Phanxicô bổ nhiệm Hồng y Bertello vào Hội đồng Hồng y Tư vấn.